# СОИП — Афрички извиђачки регион
Афрички извиђачки регион је један од шест региона Светске организације извиђачког покрета (СОИП). Чини га 37 националних извиђачких организација. По подацима СОИП-а из 2005. године у Афричком извиђачком региону има око 800.000 извиђача.
Афрички извиђачки регион обухвата скоро све државе јужно од пустиње Сахаре.

## Државе чланице
У табели испод налази се списак држава које улазе у састав Афричког извиђачког региона. У табели се налазе подаци о броју чланова националних организација, години оснивања извиђачких покрета у датим земљама, као и година њиховог учлањења у Светску организацију извиђачког покрета
| Р. Б. | Земља              | Број чланова | Година оснивања извиђачког покрета | Година учлањења у СОИП |
| 1     | Ангола             | 13,777       | -                                  | 1998                   |
| 2     | Бенин              | 6,350        | 1932                               | 1964                   |
| 3     | Боцвана            | 4,660        | 1936                               | 1958                   |
| 4     | Буркина Фасо       | 10,165       | 1943                               | 1972                   |
| 5     | Бурунди            | 6,661        | 1940                               | 1979                   |
| 6     | Габон              | 3,809        | 1936                               | 1971                   |
| 7     | Гамбија            | 18,448       | 1921                               | 1984                   |
| 8     | Гана               | 2,311        | 1912                               | 1960                   |
| 9     | Гвинеја            | -            | -                                  | 2005                   |
| 10    | Етиопија           | 1,827        | 1950                               | 2002                   |
| 11    | Замбија            | 7,396        | 1930                               | 1965                   |
| 12    | Зеленортска острва | 733          | -                                  | 2002                   |
| 13    | Зимбабве           | 2,389        | 1909                               | 1980                   |
| 14    | Јужна Африка       | 11,634       | 1908                               | 1937                   |
| 15    | Камерун            | -            | -                                  | -                      |
| 16    | Конго              | 71,486       | 1924                               | 1963                   |
| 17    | Комори             | 1,725        | 1975                               | 1990                   |
| 18    | Кенија             | 262,146      | 1910                               | 1964                   |
| 19    | Лесото             | 371          | 1936                               | 1971                   |
| 20    | Либерија           | 2,418        | 1922                               | 1965                   |
| 21    | Мадагаскар         | 9,473        | 1921                               | 1960                   |
| 22    | Малави             | 4,000        | -                                  | 2005                   |
| 23    | Маурицијус         | 3,022        | 1912                               | 1971                   |
| 24    | Мозамбик           | 28,993       | 1960                               | 1999                   |
| 25    | Намибија           | 2,172        | 1917                               | 1990                   |
| 26    | Нигер              | 3,113        | 1947                               | 1996                   |
| 27    | Нигерија           | 46,701       | 1915                               | 1961                   |
| 28    | Обала Слоноваче    | 6,436        | 1937                               | 1972                   |
| 29    | Руанда             | 18,884       | 1940                               | 1975                   |
| 30    | Сенегал            | 26,373       | 1930                               | 1963                   |
| 31    | Сејшели            | 609          | -                                  | 2002                   |
| 32    | Сијера Леоне       | 7,902        | 1909                               | 1964                   |
| 33    | Свазиленд          | 4,994        | 1928                               | 1968                   |
| 34    | Танзанија          | 91,057       | 1929                               | 1963                   |
| 35    | Того               | 7,326        | 1920                               | 1977                   |
| 36    | Уганда             | 92,946       | 1915                               | 1964                   |
| 37    | Чад                | 8,132        | 1960                               | 1974                   |

- Нема података

## Акције и активности

### Борба против маларије
Извиђачи у Африци, посебно у њеном средишњем делу су често укључени у борбу против маларије, тј. њеног сузбијања. У Замбији извиђачи добијају посебне значке за заслуге у познавању и борби против ове опаке болести.